# Czas wschodnioafrykański
|  | UTC-1:00: Czas Cabo Verde                                                                    |
|  | UTC: Czas zachodnioeuropejski • Czas Greenwich                                               |
|  | UTC+1:00: Czas środkowoeuropejski • Czas zachodnioafrykański • Czas środkowoeuropejski letni |
|  | UTC+2:00: Czas wschodnioeuropejski • Czas środkowoafrykański • Czas południowoafrykański     |
|  | UTC+3:00: Czas wschodnioeuropejski letni • Czas wschodnioafrykański                          |
|  | UTC+4:00: Czas Mauritiusa • Czas Seszeli                                                     |

Czas wschodnioafrykański (ang. East Africa Time, EAT) – strefa czasowa, odpowiadająca czasowi słonecznemu południka 45°E, który różni się o 3 godziny od uniwersalnego czasu koordynowanego (UTC+03:00).
W strefie znajdują się głównie państwa Afryki Wschodniej, m.in. Etiopia, Kenia, Madagaskar, Somalia i Sudan.